# Брай-Штайнбург, Отто фон
Граф Отто Камилл Гуго Габриэль фон Брай-Штайнбург (нем. Otto Kamillus Hugo Gabriel von Bray-Steinburg; 17 мая 1807, Берлин — 9 января 1899, Мюнхен) — баварский государственный деятель, дипломат.

## Биография
Отто фон Брай-Штайнбург — сын баварского дипломата французского происхождения графа Франсуа-Габриэля де Брэ (1765—1832), посланника Баварии в Санкт-Петербурге в 1808—1812 годах.
Изучал право в Мюнхене и Гёттингене. Начав службу под начальством своего отца в Вене, при баварском посольстве, был затем резидентом при разных мелких итальянских дворах, служил советником посольства в Париже и министром-резидентом в Санкт-Петербурге.
В 1846 году возглавил баварское министерство иностранных дел, но уже в феврале 1847 года подал в отставку. В апреле 1848 года одновременно был министром двора и иностранных дел, в марте 1849 года снова вышел в отставку. Несколько месяцев спустя отправился чрезвычайным послом в Санкт-Петербург. В мае 1860 года отправился посланником в Вену; 7 марта 1870 года сменил на должности министра иностранных дел Гогэнлоэ.
При начале Франко-прусской войны выступал в палате депутатов в пользу принятия военного кредита и вел с прусским министром Рудольфом фон Дельбрюком в Мюнхене переговоры об условиях союза с Пруссией. В октябре с двумя своими товарищами отправился в Версаль и 23 ноября заключил договор о вступлении Баварии в учреждаемую Германскую империю. В прениях второй палаты по предмету Версальских договоров, в январе 1871 года, горячо выступал за их принятие; 25 июля 1871 г. вышел из министерства. Позднее был опять посланником в Вене.